# Turmdecker (Schiffstyp)

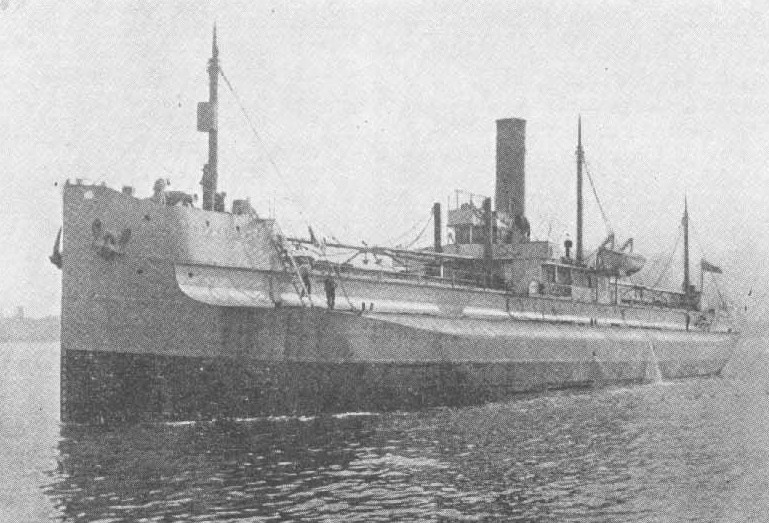
Die Turret Chief von 1896

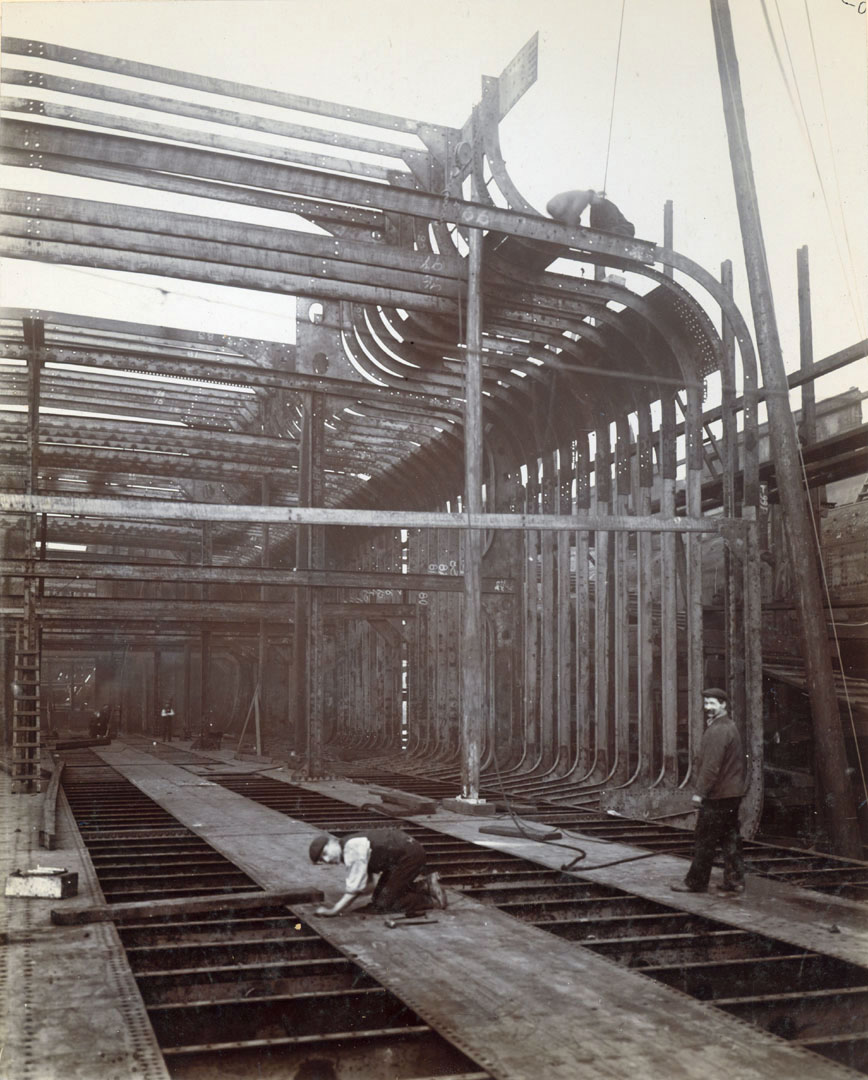
Laderaumaufteilung eines Turmdeckers beim Bau

Der Turmdecker war ein Schiffstyp für die Massengutfahrt, der Ende des 19. Jahrhunderts in Großbritannien entstand. Der Name leitet sich von der Bauart des Schiffsrumpfes mit einem über die gesamte Laderaumlänge, aber nur einen geringen Teil der Schiffsbreite reichenden erhöhten, und in den eigentlichen Längs- sowie Querverband der Schiffshülle einbezogenen Decksaufbau (englisch Turretdeck) ab. Die Laderäume waren beim Turretdecker in der Weise in ihrer Längsrichtung dreigeteilt, dass bei diesem für die Erzfahrt und andere Schüttgüter konzipierten Schiffstyp nur der mittlere Teil – welcher senkrecht unterhalb des Turmdecks – lag mit Eisenerz beladen werden konnte. Dadurch lagerte sich die Ladung selbsttätig und musste nicht getrimmt werden. Außerdem hatte diese Bauart neben einem relativ geringen Schiffsgewicht und günstiger Schiffsvermessung einen für die Erzfahrt günstigen Beladungszustand zur Folge: eine hohe Längsfestigkeit (Knickfestigkeit in der Längsachse) bei allerdings verringerter Kentersicherheit infolge der im oberen Bereich eingezogenen Bordwände. Viele Turmdecker gingen durch Kenterung verloren, so dass der Freibordtiefgang und damit die zulässige Beladung begrenzt werden musste. Dadurch gingen die Vorteile dieses Schiffstyps teilweise wieder verloren.
Erfunden wurde der Schiffstyp vom Schiffbauingenieur Arthur Haver der Werft William Doxford & Sons, welche damit einen dem Trunkdecker ähnlichen Schiffstyp baute. Das erste Schiff dieses Typs war die 1893 abgelieferte Turret. Insgesamt entstanden 182 Doxford-Turretdecker, 176 davon bei Doxford.
Einer der letzten weltweit in Betrieb befindlichen Turretdecker (bis 1959) war die Hermann Fritzen der Reederei Johs. Fritzen & Sohn, die 1906 als Nonsuch in Dienst gestellt wurde.